# Gement (Vught)

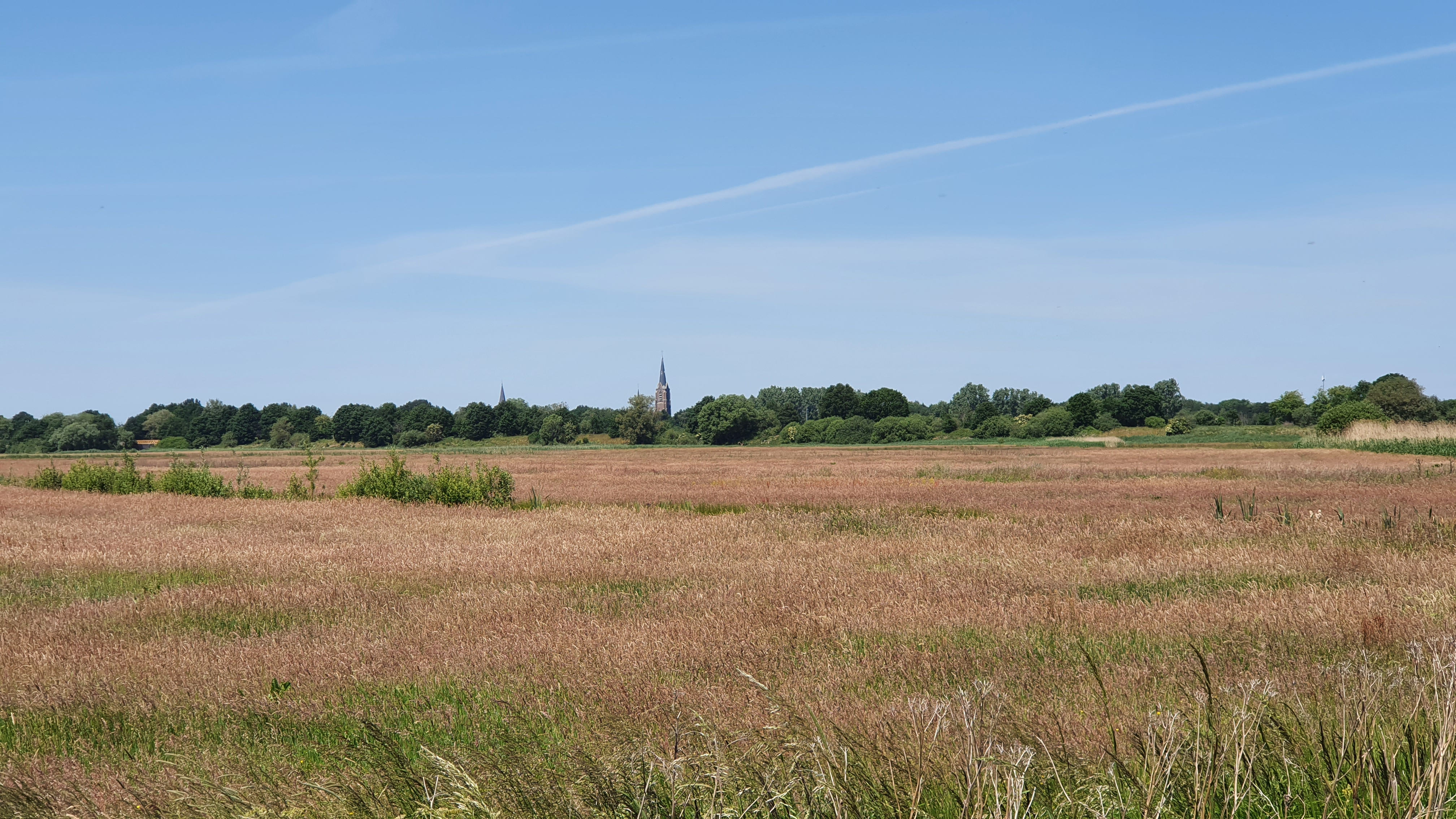
Vlijmen vanuit de Gement polder

De Gement is een wijk en een poldergebied in Vught. De Gement ligt tussen de dijk van het Afwateringskanaal 's-Hertogenbosch-Drongelen en de verlaten spoordijk van het Halve Zolenlijntje, de oude spoorlijn tussen 's-Hertogenbosch en Raamsdonk.
Door verschillende gronden in de Gement en door vele overstromingen vindt men er bijzondere planten en dieren. Tevens is de Gement een beschermd gebied voor weidevogels, ganzen en zwanen. In 1989 werd de Gement opgenomen als kerngebied in de ecologische hoofdstructuur van Nederland.
Nabij de Gement, in het gebied Rijskampen, bevinden zich twee eendenkooien: De "Oude Kooi" en de "Nieuwe Kooi". In het noorden sluit het gebied aan op de Moerputten, in het zuiden op het Afwateringskanaal 's-Hertogenbosch-Drongelen en de Vughtse Heide. Naar het oosten ligt het Bossche Broek.

## Randweg
Na jaren van discussie tussen de gemeenten Vught, 's-Hertogenbosch en Heusden (indertijd gemeente Vlijmen) en tijdrovende bezwaarprocedures van actiegroep "Geen Cement in de Gement" is er in 2004 een overeenkomst gesloten voor de  randweg tussen 's-Hertogenbosch en Vught door de Gement. In 2011 is deze Randweg 's-Hertogenbosch - Vught opgeleverd. Deze verbindt de A59 bij Vlijmen met de A2 bij Vught. De weg snijdt vier hectare van het beschermde vogelgebied De Maij af. Dat is 16 hectare minder dan wat er eerst gepland was. De Honderdmorgense Dijk, een sluiproute naar 's-Hertogenbosch is afgesloten worden voor het verkeer. In ruil is twaalf hectare nieuwe natuur gecompenseerd.
Dorpen: Cromvoirt · Helvoirt · Vught

Buurtschappen: Bergenshuizen · Distelberg · Gijzel · Laar · Loveren · Molenstraat

Noord-Brabant: Steden en dorpen      Nederland: Provincies · Gemeenten